# Park Hills (Kentucky)
Park Hills – miasto w Stanach Zjednoczonych, w stanie Kentucky, w hrabstwie Kenton.